# Dorfkirche Glienecke

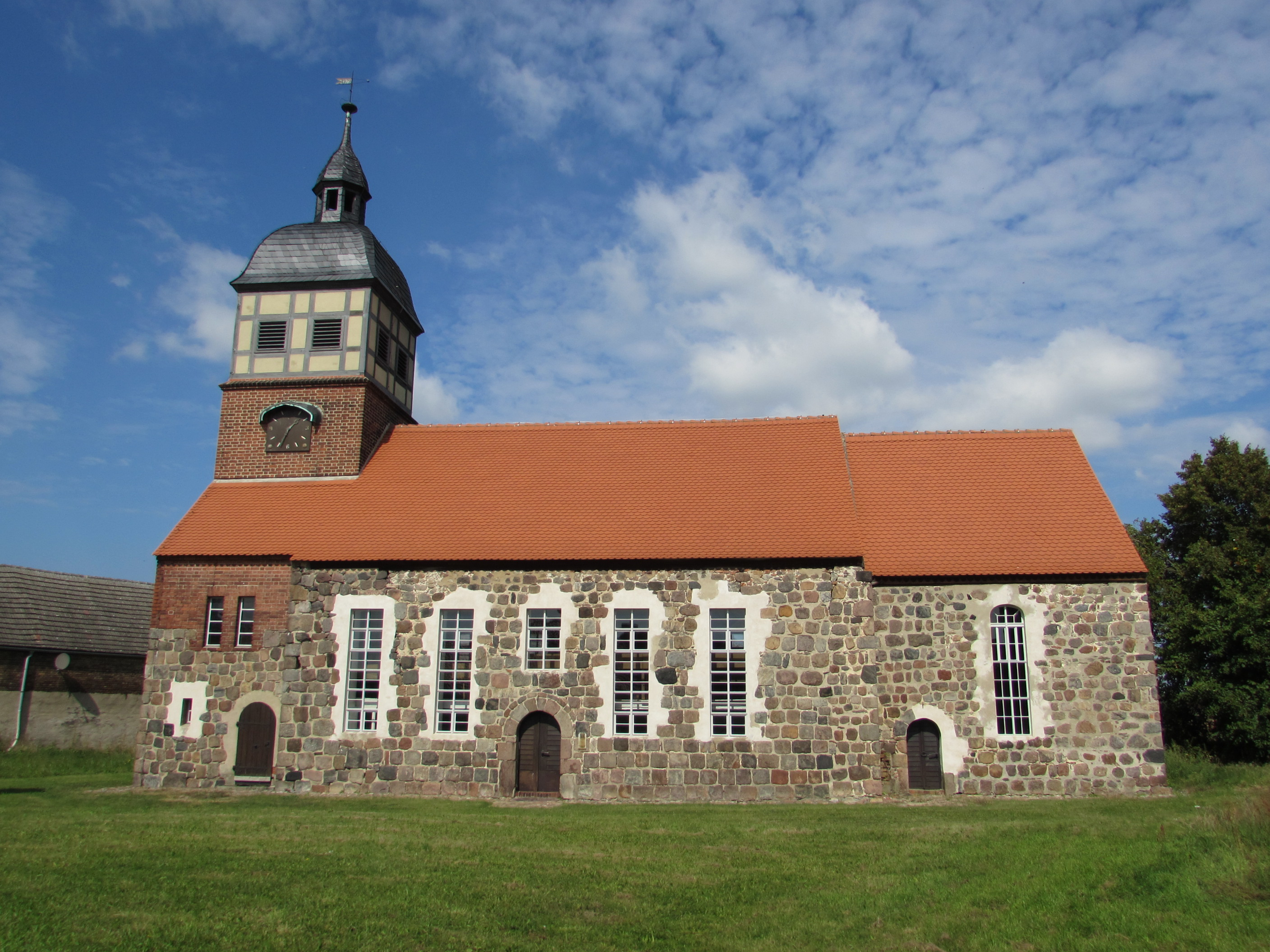
Dorfkirche Glienecke

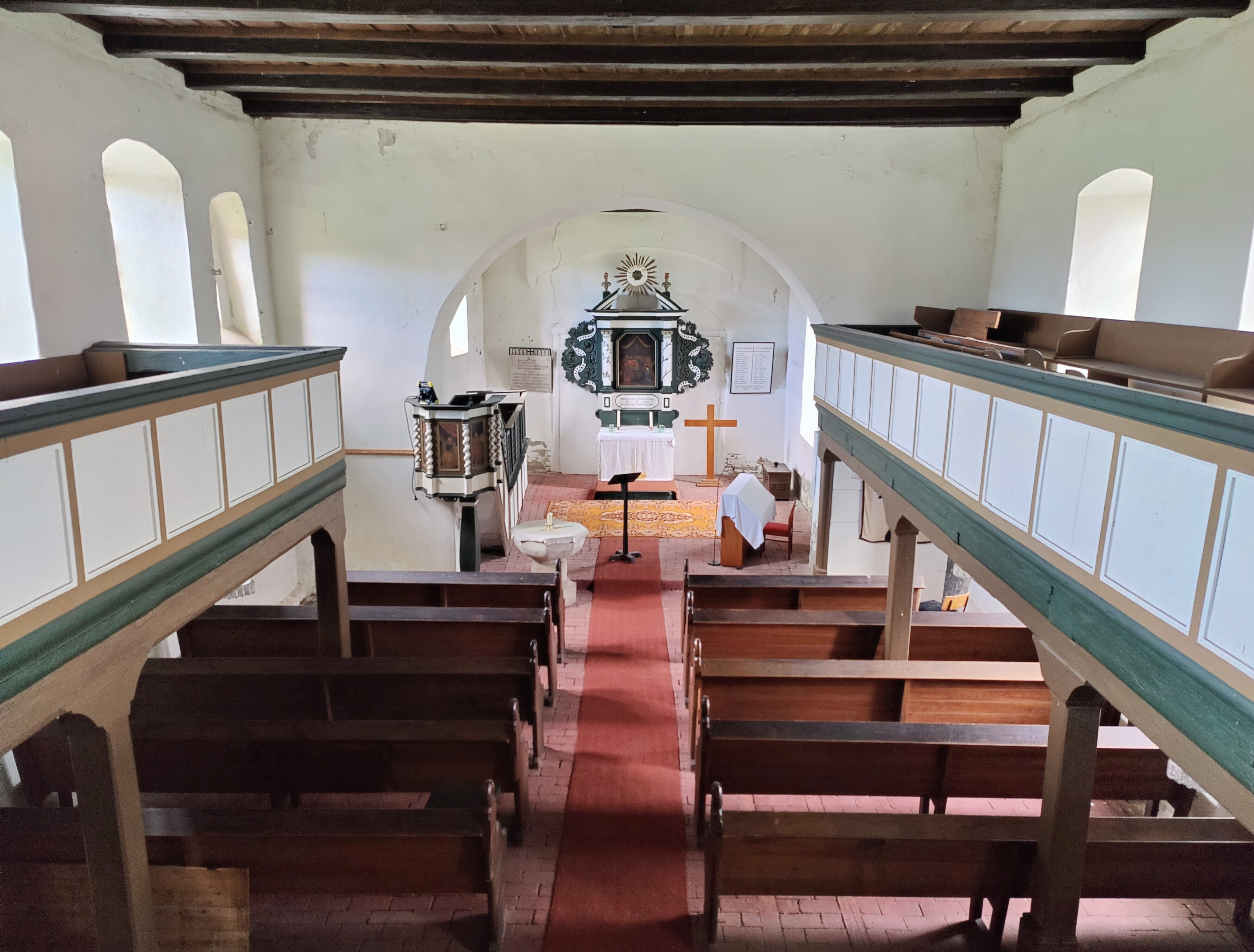
Innenraum (2023)

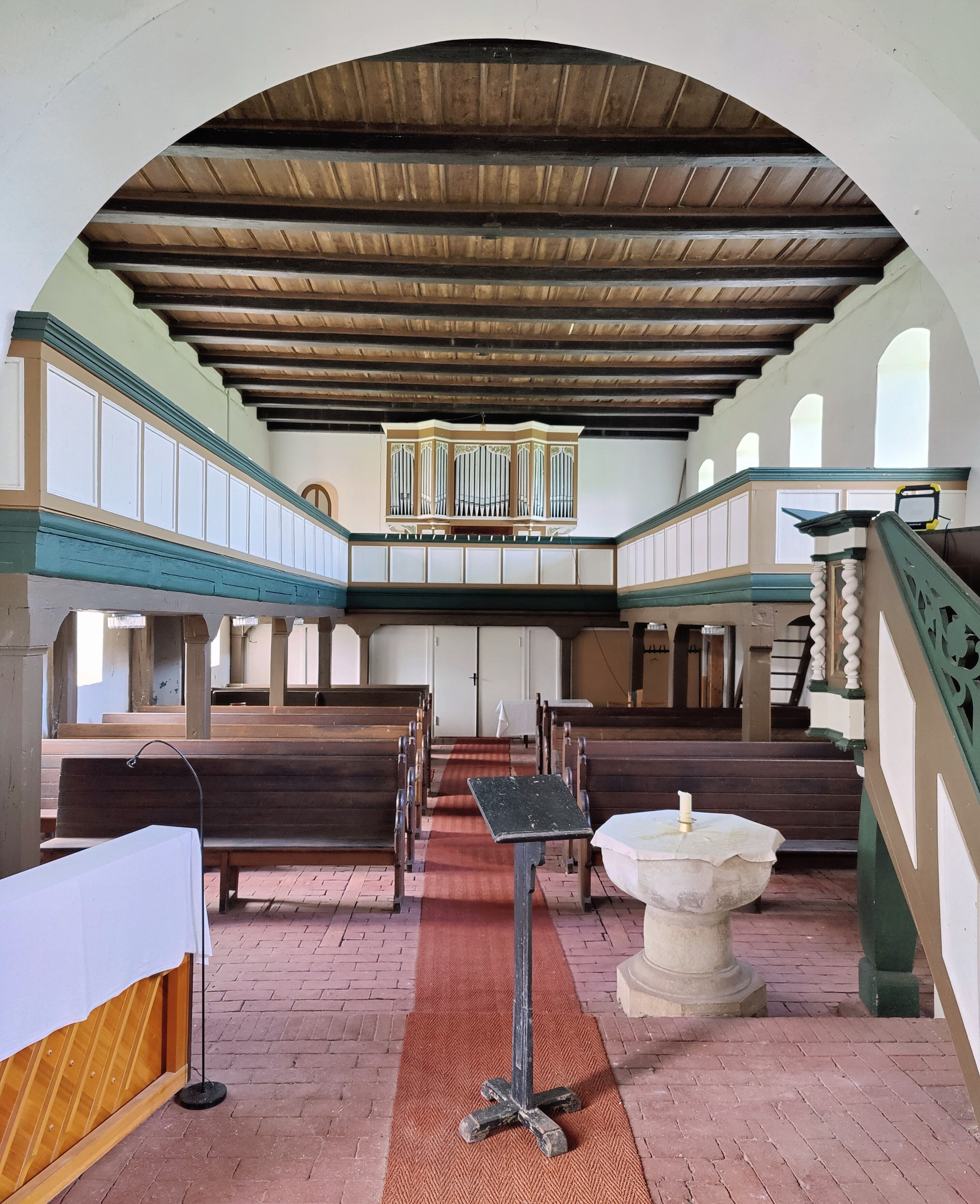
Innenraum, Blick zur Orgel

Die evangelische, denkmalgeschützte Dorfkirche Glienecke steht in Glienecke, einem Ortsteil der Stadt Ziesar im Landkreis Potsdam-Mittelmark in Brandenburg. Sie gehört zum Pfarrbereich Wollin im Kirchenkreis Elbe-Fläming der Evangelischen Kirche in Mitteldeutschland.

## Beschreibung
Die Feldsteinkirche wurde in der ersten Hälfte des 13. Jahrhunderts erbaut. Sie besteht aus einem Langhaus, einem eingezogenen quadratischen Chor im Osten und einem leicht eingestellten Kirchturms im Westen. Die Apsis und die Sakristei wurden später abgebrochen. Die Fenster wurden um 1700 vergrößert. Der untere Bereich des Kirchturms aus Feldsteinen wurde 1911 mit zwei Geschossen aufgestockt, zunächst in Backsteinen zur Unterbringung der Turmuhr, dann in Holzfachwerk zur Beherbergung des Glockenstuhls. Darauf sitzt eine schiefergedeckte Welsche Haube.
Die Innenräume sind mit Holzbalkendecken überspannt. Das Langhaus und der Chor sind mit einem rundbogigen Triumphbogen verbunden. Im Langhaus wurden 1699 an drei Seiten Emporen eingebaut. Zur Kirchenausstattung gehört ein um 1700 gebauter, von Säulen gerahmter Altar, auf dessen Altarretabel das Abendmahl dargestellt ist. Im gesprengten Giebel ist eine Strahlensonne untergebracht. Die hölzerne Kanzel entstand zur gleichen Zeit. Auf ihrer Brüstung sind die vier Evangelisten dargestellt. Die Orgel mit acht Registern auf zwei Manualen und Pedal wurde 1912 von Wilhelm Rühlmann als Opus 348 gebaut. Sie ist schon seit Jahrzehnten nicht mehr funktionsfähig; für die Kirchenmusik wird ein Klavier im Chorraum verwendet.